# Skots Blong Vanuatu
Skots Blong Vanuatu, englisch The Scout Association Vanuatu Branch, ist ein Pfadfinderverband in Vanuatu und eine Tochterorganisation der britischen The Scout Association. Die Nichtregierungsorganisation wurde 1999 gegründet. Als Zweig der Scout Association ist die Organisation international anerkannt, jedoch bisher kein unabhängiges Mitglied der World Organization of the Scout Movement. Es gibt vier aktive Ortsgruppen in Vanuatu, eine davon in Espiritu Santo und drei in Port Vila. Insgesamt hat die Bewegung mehr als 200 jugendliche Mitglieder.

## Internationale Verbindungen
Die Pfadfinder aus Vanuatu beteiligen sich an den Aktionen der Asia-Pacific Scout Region der World Organization of the Scout Movement. Schon im Dezember 1998 nahmen zwei Pfadfinder aus Vanuatu am 19. World Scout Jamboree in Chile teil. 2007 nahmen Pfadfinder aus Vanuatu am Australian Scout Jamboree teil. Die Organisation erhält administrative Unterstützung durch die Scout Association und Hilfen von den Scouts Australia.

## Geschichte
Die Pfadfinderbewegung in Vanuatu begann im damaligen Gebiet Neue Hebriden bereits 1956. Vor der Unabhängigkeit von Vanuatu 1980 gab es zwei Pfadfinderorganisationen: The New Hebrides Branch of The Scout Association of the United Kingdom und einen Zweig der Scouts de France. Sowohl die französische als auch die britische Kolonialverwaltung förderten die Verbände.
Nach der Unabhängigkeit von Vanuatu kämpften die beiden Organisationen um ihre Selbsterhaltung und konnten sich nicht auf eine Vereinigung in eine einzige nationale Organisation einlassen, daraufhin brach die Pfadfinderarbeit in Vanuatu zusammen. 1999 gab es nur noch eine aktive Pfadfindergruppe. Die New South Wales Branch der Scout Association of Australia unterstützte die Gruppe in Vanuatu über zwanzig Jahre. 1999 wurde ein Rover Scout im Rahmen des Australian Youth Ambassadors for Development Program der australischen Regierung nach Vanuatu entsandt. Er ordnete richtete ein Verbandsbüro ein und führte eine Reihe von Trainingseinheiten durch. Die beiden ehemaligen Scout Organisationen vereinigten sich daraufhin 1999. Aus diesen veränderten Bedingungen entwickelte sich ein nachhaltiges Wachstum der Pfadfinderbewegung in Vanuatu.

## Motto und Emblem
Das Motto des Scout Association Vanuatu Branch ist Bislama: Rerem, oder in Französisch: Sois Prêt (Sei Bereit). 
Das Mitgliedsemblem der Scout Association Vanuatu Branch  ist ein Auslegerkanu und wird schon seit den Anfängen 1956 benutzt.